# Sevket Temiz
 (octobre 2018).
Si vous disposez d'ouvrages ou d'articles de référence ou si vous connaissez des sites web de qualité traitant du thème abordé ici, merci de compléter l'article en donnant les références utiles à sa vérifiabilité et en les liant à la section « Notes et références ».
Sevket Temiz, né à İshakuşağı (village du district de Çeltik, en Turquie) est un homme politique belge, membre du PS depuis 2006, ex-MR.
Il est candidat en sciences administratives; fonctionnaire.

## Fonctions politiques
- Conseiller communal PRL à Schaerbeek de 2000 à 2006, puis PS à la Ville de Bruxelles depuis 2006
- député au Parlement bruxellois:
  - depuis le 17 juin 2014